# Lochmaeocles pulcher
Lochmaeocles pulcher är en skalbaggsart som beskrevs av Dillon 1946. Lochmaeocles pulcher ingår i släktet Lochmaeocles och familjen långhorningar. Inga underarter finns listade i Catalogue of Life.